# Mount Français
Mount Français ist ein imposanter, verschneiter und 2760 m hoher Berg auf der Anvers-Insel im Palmer-Archipel. Er ragt südöstlich des Zentrums der Insel 10 km nördlich der Börgen-Bucht auf.
Erstmals gesichtet wurde er bei der Belgica-Expedition (1897–1899) unter der Leitung des belgischen Polarforschers Adrien de Gerlache de Gomery, der die Südostküste der Anvers-Insel erkundete. Eine weitere Sichtung folgte bei der Vierten Französischen Antarktisexpedition (1903–1905) unter der Leitung Jean-Baptiste Charcots, der den Berg nach dem Expeditionsschiff Français benannte.